# Fortaleza Shaori
La fortaleza Shaori (en georgiano: შაორის ციხე, romanizado: tr) es una estructura megalítica de la Edad del Bronce ubicada en el municipio de Akhalkalaki, mjare de Samtsje-Yavajeti, Georgia. Es una fortaleza ciclópea construida con una técnica de albañilería seca, tiene un plan inusual, romboidal con espacios circulares, y está situada en el monte rocoso del mismo nombre, a una altitud de 2752 metros sobre el nivel del mar, en las montañas del Cáucaso Menor, al noroeste del lago Paravani. Está inscrita en la lista de los Monumentos culturales inamovibles de importancia nacional de Georgia.

## Arquitectura

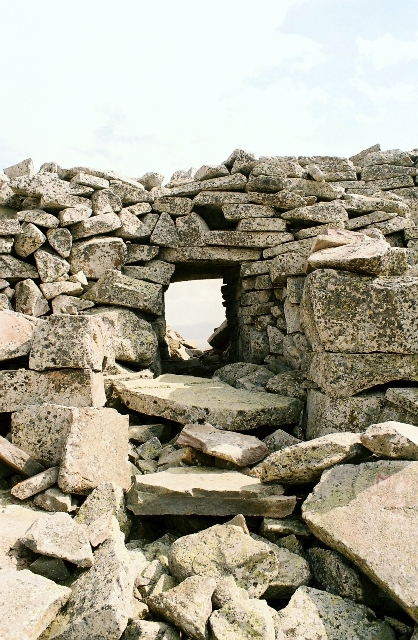
Una "aspillera" en la ciudadela Shaori.

La fortaleza Shaori, antes conocida localmente también como Korogli (en última instancia por la lengua túrquica Koroğlu), comparte muchas características topográficas y arquitectónicas con la fortaleza de Abuli, otra importante fortaleza ciclópea ubicada estratégicamente en el área alrededor del lago Paravani.
Está construida de grandes bloques de basalto, sin usar mortero. Se compone de dos partes, cada una ubicada en la cima de una cumbre empinada. La parte central es un rectángulo irregular construido en el área más alta y se puede acceder a través de una puerta de un metro de ancho y 1,3 metros de altura desde el este. Su ubicación y organización espacial lo convierten en un centro doméstico poco probable. Más bien, podría haber sido utilizado con fines religiosos.

## Base histórica y arqueológica
La fortaleza Shaori aparece por primera vez en fuentes literarias en la geografía del príncipe Vakhushti, erudito georgiano de principios del siglo XVIII. Leon Melikset-Bek fue el primero que intentó estudiar sistemáticamente los monumentos monolíticos de Georgia, incluida Shaori, en 1938.
No se han realizado excavaciones arqueológicas en el sitio, lo que dificulta la datación precisa o asignación del monumento a una cultura en particular. Se ha observado una similitud en la técnica y material de construcción con los túmulos funerarios de la cultura Trialeti, lo que señala la primera mitad del segundo milenio a C como un posible período de construcción.
En general, la expansión de las fortalezas ciclópeas es un testimonio arqueológico de los cambios sociales en el Cáucaso meridional durante la Edad del Bronce Media a Tardía, lo que refleja la diferenciación social y el surgimiento de las élites recién empoderadas. Estas fortalezas fueron construidas típicamente en las laderas empinadas de las montañas. La distribución de los asentamientos y el material cultural sugieren que los responsables de estos fuertes en las montañas ejercieron el control sobre las tierras y los recursos cultivables, pero también pueden haber proporcionado funciones económicas y defensivas para sus zonas de influencia.